# 生麺 (香港)
生麺（サンミン）は、香港で食されている中華麺。香港で最も一般的に食されている麺である。
小麦粉をアヒルの卵（または鶏卵）をつなぎにし、かん水を加えて作った麺生地から作ったコシのある黄色い縮れ麺である。
太く作った麺を粗麺（チョウミン）、細く作った麺を幼麺（ヨウミン）と呼び分ける。
固めに茹でる。
かん水を使わずに小麦粉と卵のみで作ると全蛋麺になる。